# The Awakening of Bess
The Awakening of Bess è un cortometraggio muto del 1909 diretto da Harry Solter. I protagonisti del film sono Florence Lawrence (moglie del regista) e King Baggot, un attore teatrale molto conosciuto, qui ai suoi esordi cinematografici. I due, in un periodo in cui i nomi degli attori non comparivano sulle locandine pubblicitarie dei film, furono i primi a ottenere i loro nomi nei crediti, diventando ambedue stelle del cinema muto.

## Produzione
Il film fu prodotto dall'Independent Moving Pictures Co. of America (IMP) e venne girato a Fort Lee, nel New Jersey.

## Distribuzione
Il film - un cortometraggio di 290 metri - uscì nelle sale statunitensi il 27 dicembre 1909, distribuito dall'Independent Moving Pictures Co. of America (IMP).